# Кам'яниця (Ужгородський район)
Кам'яни́ця — село в Ужгородському районі Закарпатської області, на річках Уж і Сирий Потік.

## Історія

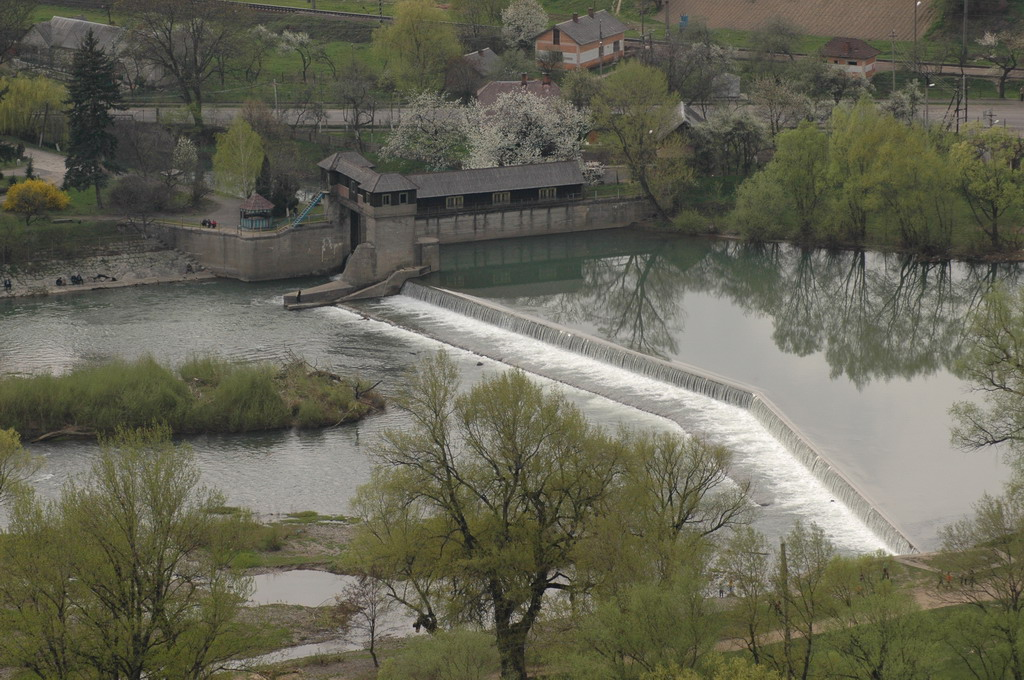
Гідрооб'єкт на Ужі

На правому березі ріки Уж, біля пішохідного моста — мезолітичне місцезнаходження. Археологи запевняють, що на території села Кам'яниця та Гута відомо вісім стоянок первісних людей, які проживали тут ще в період мезоліту (14 — 5 тисяч років тому назад). В урочищі Скалка, на місці сучасного футбольного поля розташоване давньослов'янське поселення VII—IX століть.
В джерелах XV—XVII ст. село відоме під назвою Kemencze. Перша письмова згадка датована 1451 роком. Очевидно, воно було засноване в другій половині XIV — на початку XV ст. на основі волоського права. Кам'яниця була власністю Невицького домену Другетів.
В 1567 році в Кам'яниці було оподатковано 3 селянські господарства, які володіли 1,5 порти. В 1599 році в селі уже нараховувалось 15 селянських і одне шолтейське господарств. В 1715 році, через розорення, було оподатковано лише 7 селянських господарств. Джерела XVIII ст. відносять Кам'яницю до руських сіл Ужанської долини.
Перший потяг з міста Ужгорода через село Кам'яниця до селища Великий Березний пройшов у 1893 році. В 1934 році, після закінчення будівництва греблі на річці Уж, по каналу від села Кам'яниця пішла вода до міста Ужгород, яка і досі крутить турбіну Оноковської ГРЕС. Вже тоді в Кам'яницю прийшла електроенергія.
У 1806 році згадують муровану церкву, яка вже руйнувалася.
Нову кам'яну греко-католицьку церкву збудовано у 1934 році. Церква збудована в стилі традиційної однонавної базиліки. Табличка в церкві повідомляє, що храм збудовано за Папи Пія XI, єпископа Олександра Стойки та намісника о. Михайла Дутки.
У 1949 році греко-католицьку церкву Святого Петра і Павла в селі Кам'яниця насильно передано російській православній церкві. До справи брались відповідні державні органи, саме вони своїми вказівками поставили греко-католицьку Церкву на Закарпатті поза законом, масово передавали храми новоутвореним православним громадам, а коли цього не вистачало вдавались до убивств та репресій.
Після легалізації греко-католицької Церкви на Закарпатті, у селі Кам'яниця у 1991 році відновлено греко-католицьку громаду. Повернути храм Святого Петра і Павла та домовитися про почергове Богослужіння греко-католицьким вірникам не вдалося.
Довелось будувати новий греко-католицький храм села Кам'яниця. 24 квітня 2005 року єпископ Мукачівської греко-католицької єпархії владика Мілан освятив наріжний камінь під будівництво нової греко-католицької церкви. Поки Богослужіння проводилися у тимчасовій дерев'яній каплиці.

## Політика

### Парламентські вибори, 2019
На позачергових парламентських виборах 2019 року у селі функціонувала окрема виборча дільниця № 210569, розташована у приміщенні будинку культури.
Результати
- зареєстровано 1507 виборців, явка 54,94%, найбільше голосів віддано за «Слугу народу» — 54,80%, за Всеукраїнське об'єднання «Батьківщина» — 11,21%, за «Опозиційну платформу — За життя» — 5,54%.[1] В одномандатному окрузі найбільше голосів отримав Роберт Горват (самовисування) — 26,52%, за Андрія Андріїва (самовисування) — 24,97%, за Олександра Пекаря (Слуга народу) — 20,70%[2].

## Населення

### Мова
Розподіл населення за рідною мовою за даними перепису 2001 року:
| Мова            | Кількість | Відсоток |
| --------------- | --------- | -------- |
| українська      | 1790      | 94.91%   |
| російська       | 56        | 2.97%    |
| угорська        | 9         | 0.48%    |
| словацька       | 8         | 0.42%    |
| білоруська      | 7         | 0.37%    |
| вірменська      | 6         | 0.32%    |
| румунська       | 2         | 0.11%    |
| інші/не вказали | 8         | 0.42%    |
| Усього          | 1886      | 100%     |

## Економіка
В селі розташоване найбільше гірничодобувне підприємство Закарпатської області — Кам'яницький кар'єр (законсервовано з 2017 р.).

## Пам'ятки

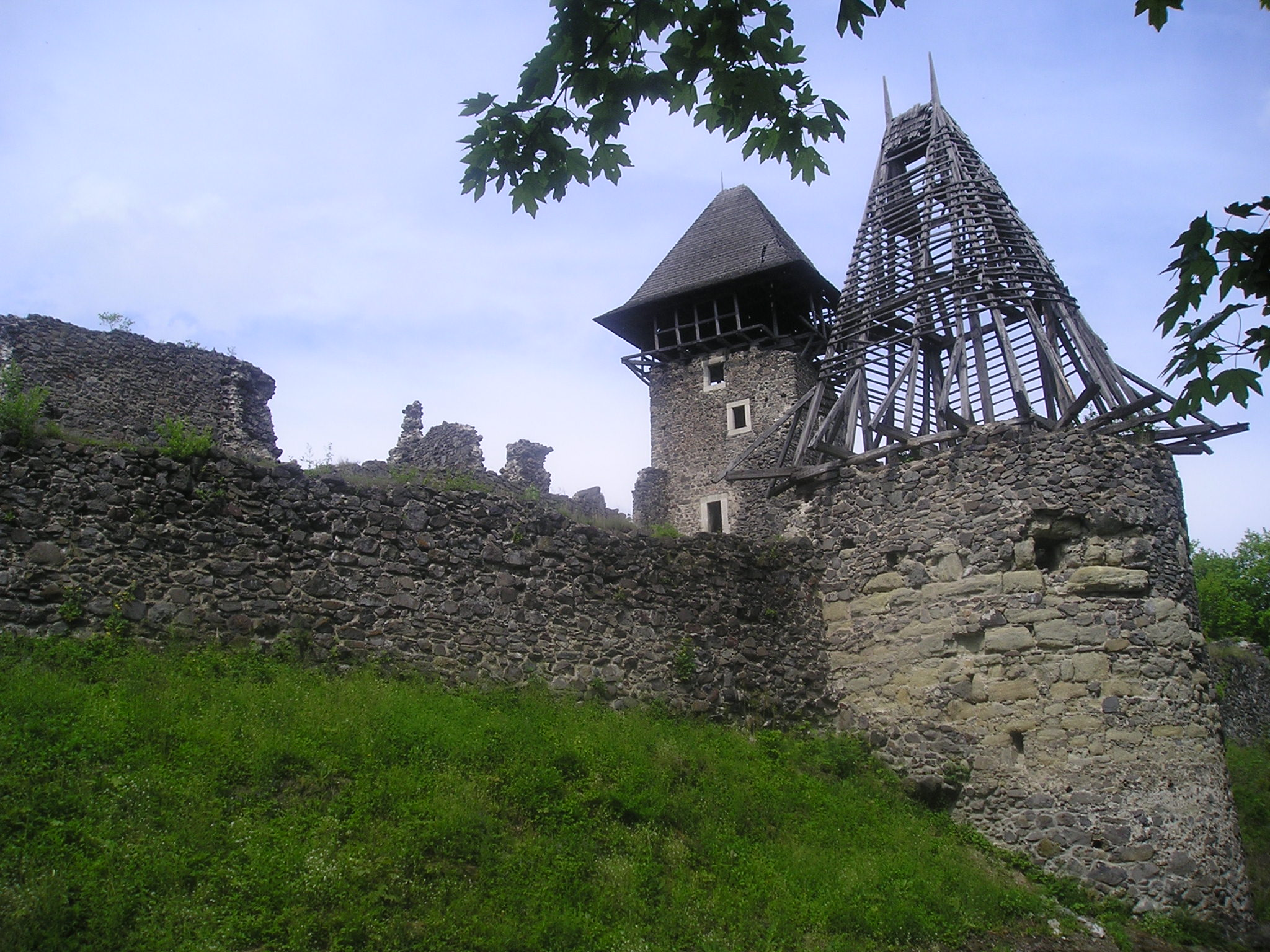
Невицький замок

- На південний схід від села розташований Невицький замок.
- На північ — Урочище Тепла Яма.
- На захід — заказник «Остра».
- На схід від села, в урочищі «Замкова гора», розташований Стовп з вулканічного туфу 10 м
- на території Ужгородського лісгоспу, адміністрація якого також територіально знаходиться в Кам'яниці, створили єдину в Україні «живу» колекцію червонокнижних рослин..

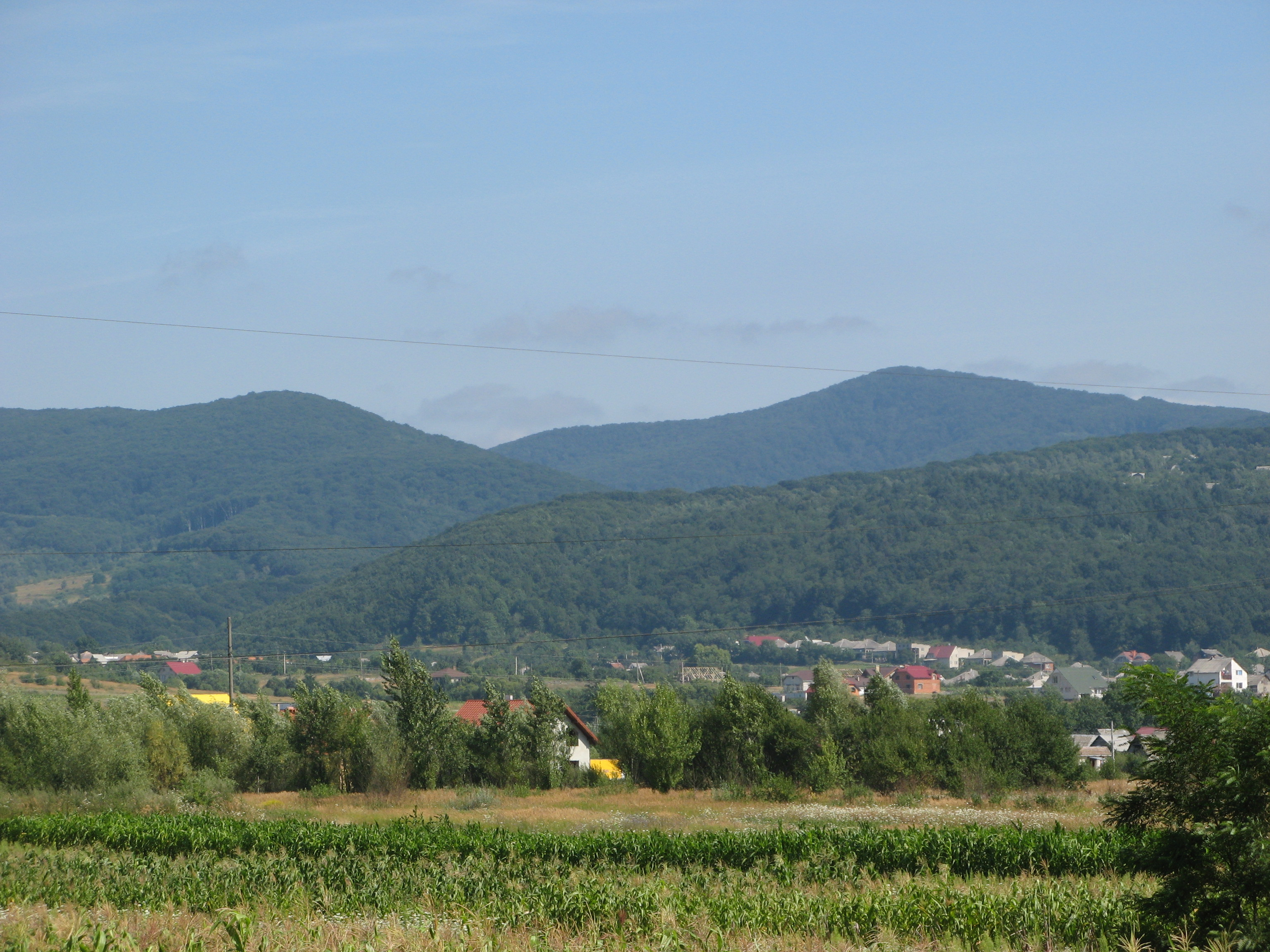
Кам'яниця і гори масиву Вигорлат

## Символіка

### Герб
Герб села Кам'яниця виконано на класичному щиті XV—XVII ст. в осучасненому (ретро) стилі, на якому розміщені чотири зображувальні елементи. У верхній частині селянин (будівельник) з возом, що навантажений камінням, та тягова сила — воли.
Нижче (ліворуч), вкомпоновані зображення червоноперих риб (форель) і рака. У сиву давнину швидкоплинний потік, що поділяє село на два боки, вражав повноводністю, чистотою і бурхливістю…
Поряд (праворуч) відтворено знаряддя праці селян, які впродовж століть обслуговували життєдіяльність старовинної фортеці «Невицький замок».

### Прапор
Прапор села Кам'яниця несе в собі філософський біблійно-релігійний зміст. А саме: поле прапора поділене на 4 частини, у центрі зображено старовізантійський класичний хрест, що символізує віросповідність слов'янами християнства.
У лівому верхньому полі розміщено у колі графічне зображення сучасного виду фортеці «Невицький замок», що постає, як основне джерело глибокої історичної пам'яті про пращурів та пам'ятки архітектури.
По всьому периметру полотнище облямоване церковним орнаментом, виконаним у стилі раннього бароко, що створює загальну естетичність візуального сприйняття, як єдиного художнього образу герба і прапора. Полотнище гармонійно насичине зеленим, жовтим, синім, темно рожевим кольорами.

## Уродженці
- Щобак Юрій Васильович (1981—2022) — молодший сержант Збройних Сил України, учасник російсько-української війни, що загинув у ході російського вторгнення в Україну в 2022 році.

## Туристичні місця
- На правому березі ріки Уж, біля пішохідного моста — мезолітичне місцезнаходження. Археологи запевняють, що на території села Кам'яниця та Гута відомо вісім стоянок первісних людей, які проживали тут ще в період мезоліту (14 — 5 тисяч років тому назад).
- В урочищі Скалка, на місці сучасного футбольного поля розташоване давньослов'янське поселення VII—IX століть.
- в селі росте іменне дерево - платан Вагнера
- гребля на річці Уж
- Кам'яницький кар'єр 
- На південний схід від села розташований Невицький замок.
- На північ — урочище «Тепла Яма».
- На захід — заказник «Остра».
- На схід від села, в урочищі «Замкова гора», розташований Стовп з вулканічного туфу 10 м
- через село проходить туристичний веломаршрут "Шлях Федора Фекете"
- на території Ужгородського лісгоспу, адміністрація якого також територіально знаходиться в Кам'яниці, створили єдину в Україні «живу» колекцію червонокнижних рослин.
- У 1806 році згадують муровану церкву 